# Chionanthus retusus
Chionanthus retusus (Chinese Fringetree; Chino: 流蘇樹 liúsūshù) es una especie de planta de flores perteneciente al género Chionanthus nativa del este de Asia, en el centro y este de  China, Corea, y Japón.

## Descripción
Es un arbusto caduco o árbol de tamaño pequeño a medio que alcanza los 20 metros de altura con la corteza fisurada. Las hojas son de 3–12 cm de longitud y  2–6,5 cm de ancho, simple ovado a oblongo-elíptico  con pelusilla y un peciolo de 5–20 mm de longitud. Las flores son de color blanco y se producen en panículas de 3–12 cm de largo. El fruto es una drupa de color azul-negruzco de 1–1,5 cm de largo y 0,6–1 cm de diámetro.
Se cultiva en Europa y Norteamérica como planta ornamental, valorada por sus cabezas florales de color blanco.

## Sinonimia
- Chionanthus chinensis Maxim., Bull. Acad. Imp. Sci. Saint-Pétersbourg, III, 20: 430 (1875).
- Chionanthus coreanus H.Lév., Repert. Spec. Nov. Regni Veg. 8: 280 (1910).
- Chionanthus serrulatus Hayata, Icon. Pl. Formosan. 3: 150 (1913).
- Chionanthus duclouxii Hickel, Bull. Soc. Dendrol. France 1914: 72 (1914).[3]

## Referencias

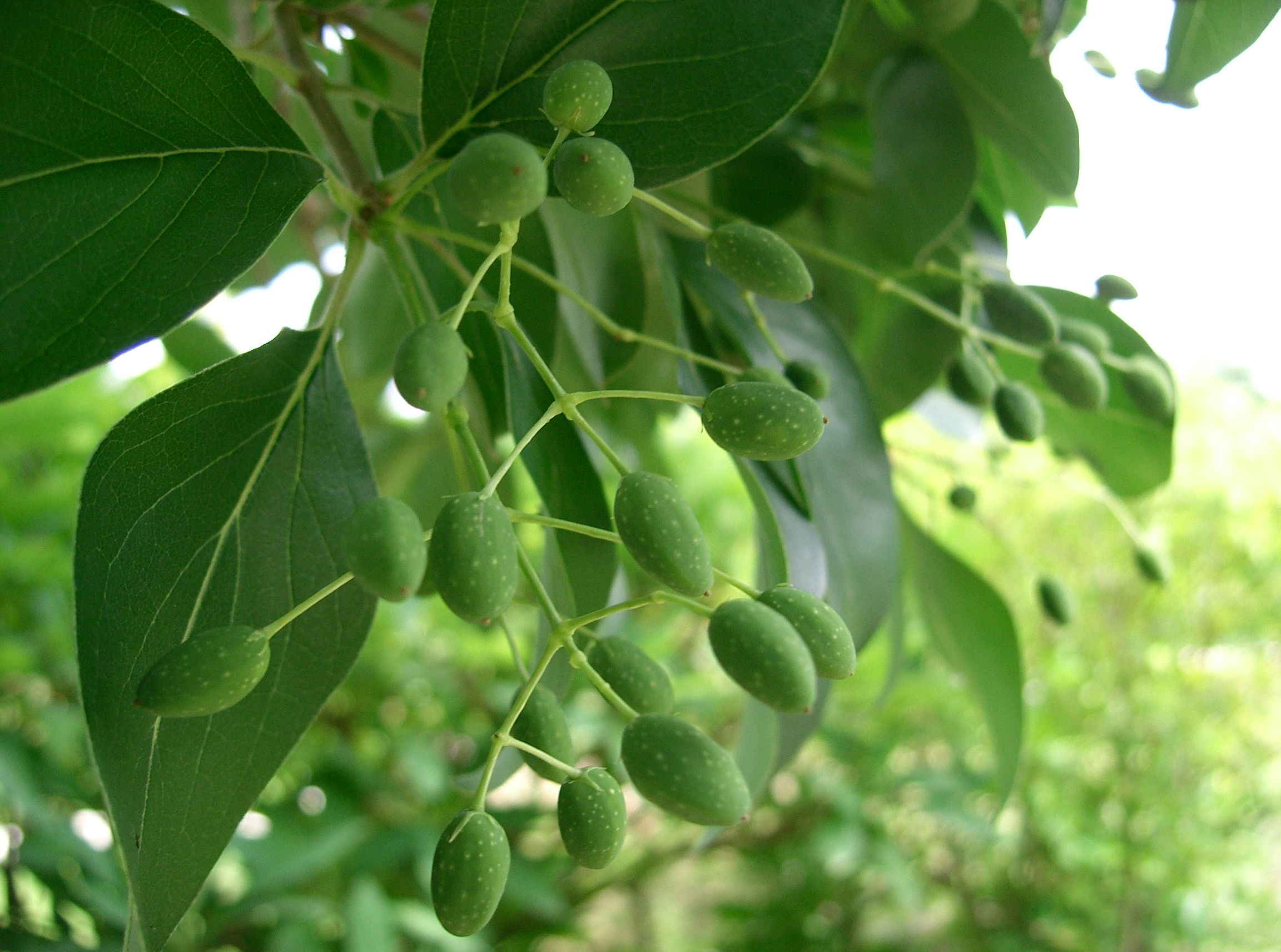
Follaje y fruto inmaduro
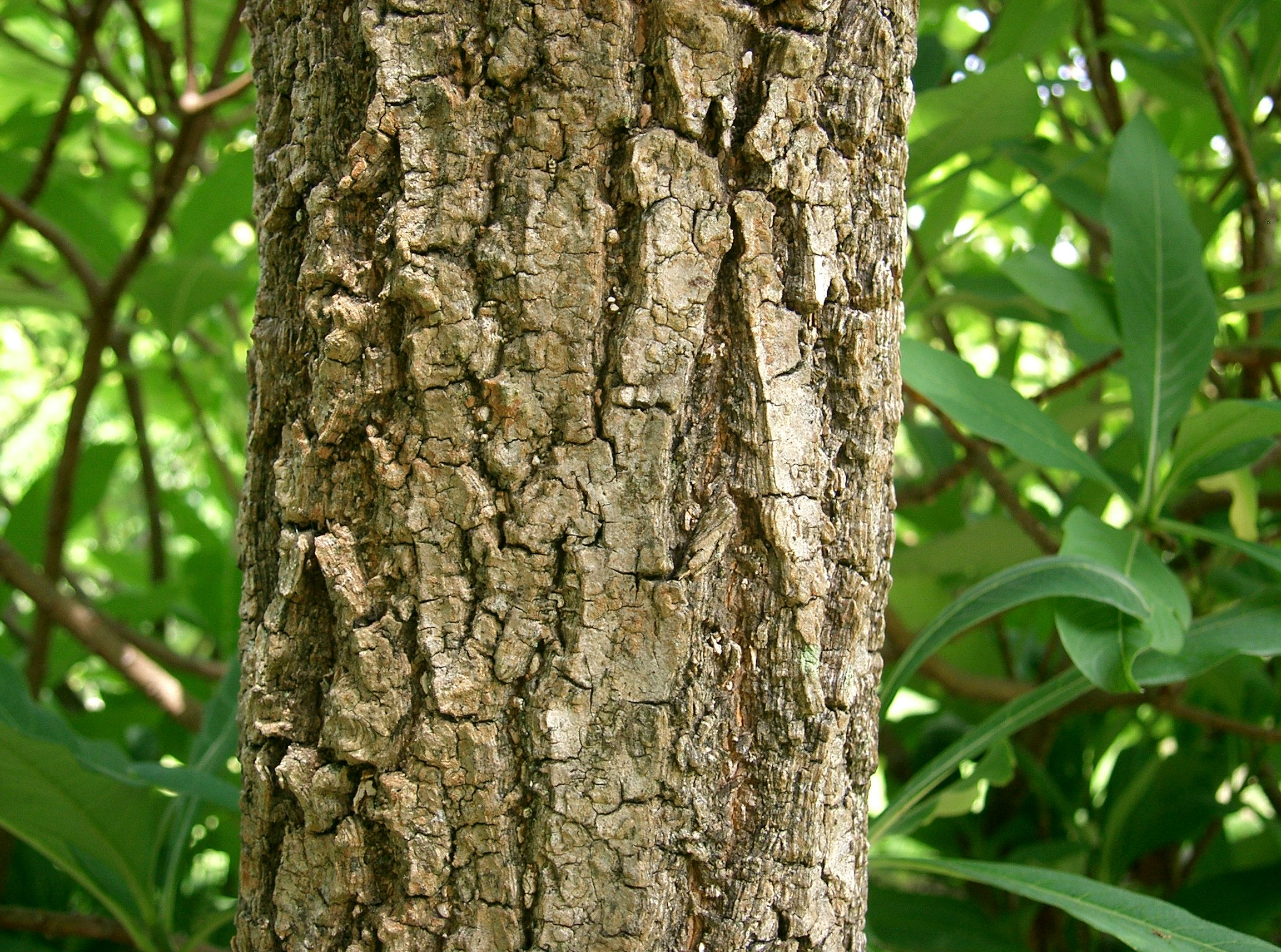
Corteza